# The Order: 1886
The Order: 1886 est un jeu vidéo d’action développé par Ready at Dawn et Santa Monica Studio et édité par Sony Computer Entertainment sur PlayStation 4. Il est sorti le 20 février 2015.

## Trame

### Univers
Le jeu prend place dans un univers de type steampunk mélangeant l’époque victorienne et une technologie futuriste dans lequel quatre personnages luttent contre des êtres inhumains dans la ville de Londres.
Certains lieux symboliques apparaissent tels que le quartier de Whitechapel, connu pour les actions de Jack l’Éventreur, ou encore le Crystal Palace édifié à l’époque à Hyde Park.

### Personnages
Les personnages principaux sont des chevaliers appartenant à l’Ordre et leurs noms sont inspirés des légendes arthuriennes :
- Gilbert du Motier de La Fayette
- Galahad
- Perceval
- Ygraine

D’autres personnages fictifs ou réels peuvent apparaître comme Nikola Tesla et Thomas Edison (évoqué).

### Histoire
Dans un Londres victorien alternatif, un ordre de chevaliers doit protéger l'humanité de loups-garous très puissants, plongeant le monde dans une guerre longue et meurtrière. L'humanité subit défaites sur défaites jusqu'à la révolution industrielle en 1886, leur faisant découvrir de nombreuses technologies telles que l'imagerie thermique, les zeppelins ainsi que de nouvelles armes électriques (mitrailleuses, lance-grenades, etc.). Vient s'ajouter aux loups-garous une nouvelle menace, celle des classes inférieures qui prennent les armes du fait de leurs conditions de vie (loi martiale, quartiers infestés, pauvreté, etc.). Les chevaliers étant alors du côté des nobles et du gouvernement, ils combattent ces guerriers de fortune en plus des hordes de loups-garous sanguinaires.

## Système de jeu
Des QTE sont intégrés au système du jeu dans lesquels le joueur a la possibilité de choisir quelle action son personnage va effectuer, entre tuer ou assommer son adversaire par exemple.
Le jeu mélange scènes de tir et infiltration.

## Développement
Le jeu est dévoilé pendant la conférence de Sony lors de l’E3 2013. La première bande-annonce commence par un extrait du chapitre 1 470 du roman Le Morte d'Arthur de Thomas Malory. La citation du jeu étant légèrement différente de la version originale écrite en moyen anglais : « For you were this day in the morn, the best knight in the world; but who should say so now, he shall be a liar, for there is now one better than you. ».
Le 6 février 2014, le jeu est annoncé avec une définition de 1080p à 30 images par seconde et se joue uniquement en solo. Peu de temps après sort une nouvelle bande-annonce le 18 février.
En mai 2014, le studio de développement repousse la date de sortie du jeu au premier trimestre 2015.

### Bande originale
La bande originale du jeu est composée par Jason Graves et Austin Wintory et se compose de nombreux instruments, dont sont volontairement exclus les cuivres et certains bois, et de vingt-quatre choristes. Elle se base sur des mélodies graves et oppressantes, afin de faire échos à l'ambiance sombre et lourde de l'univers du jeu.

### Doublage francophone
- Joël Zaffarano : Grayson Galahad
- Denis Laustriat : La Fayette
- Gabriel Le Doze : Perceval
- Laëtitia Lefebvre : Ygraine
- Bernard Tiphaine : Le grand chancelier
- Lionel Tua : Alastair Lucan
- Nathanel Alimi : Nikola Tesla
- David Krüger : voix additionnelles
- Guillaume Lebon : voix additionnelles
- Jérôme Pauwels : voix additionnelles